# Холл, Ребекка
Ребе́кка Мари́я Холл (англ. Rebecca Maria Hall, род. 3 мая 1982, Лондон) — британская актриса.

## Биография
Родилась в Лондоне, в семье режиссёра Питера Холла и оперной певицы Марии Юинг. Некоторые источники называют датой рождения Ребекки 3 мая, другие — 19 мая 1982 года. Училась в «Roedean School» в Брайтоне. В 1992 году состоялся актёрский дебют Ребекки, она сыграла в пяти эпизодах телесериала «Ромашковая поляна», режиссёром которых был её отец.
В последующие годы Ребекка Холл исполняла роли как в британских, так и в американских фильмах. В 2008 году за роль в фильме Вуди Аллена «Вики Кристина Барселона» Ребекка была номинирована на получение «Золотого глобуса», а в 2010 году получила премию BAFTA-TV за фильм «Красный райдинг: 1974».
Актриса снималась в таких картинах, как «Престиж», «Дориан Грей», «Город воров», «Железный человек 3» и «Превосходство» с Джонни Деппом.
В 2019 году в прокат вышла романтическая комедия Вуди Аллена «Дождливый день в Нью-Йорке» при участии Ребекки. Это второй совместный проект актрисы и режиссёра.

## Личная жизнь
С 26 сентября 2015 года Холл замужем за актёром Морганом Спектором, с которым она познакомилась годом ранее, когда они вместе играли в бродвейской пьесе «Machinal». У супругов есть ребёнок (род. 2018).

## Избранная фильмография
| Год  |   | Русское название                                           | Оригинальное название                  | Роль                      |
| ---- | - | ---------------------------------------------------------- | -------------------------------------- | ------------------------- |
| 1992 | с | Ромашковая поляна                                          | The Camomile Lawn                      | Софи                      |
| 1993 | с | Не покидай меня на этом пути                               | Don’t Leave Me This Way                | Лиззи Нейл                |
| 2006 | ф | Широкое Саргассово море                                    | Wide Sargasso Sea                      | Антуанетта Косуэй         |
| 2006 | ф | Попасть в десятку                                          | Starter for 10                         | Ребекка Эпстейн           |
| 2006 | ф | Престиж                                                    | The Prestige                           | Сара Борден               |
| 2008 | ф | Фрост против Никсона                                       | Frost/Nixon                            | Кэролайн Кушинг           |
| 2008 | ф | Вики Кристина Барселона                                    | Vicky Cristina Barcelona               | Вики                      |
| 2009 | ф | Дориан Грей                                                | Dorian Gray                            | Эмили Уоттон              |
| 2009 | ф | Красный райдинг: 1974                                      | Red Riding:1974                        | Паула Гарланд             |
| 2010 | ф | Пожалуйста, дай (другой перевод названия: «Ненужные вещи») | Please Give                            | Ребекка                   |
| 2010 | ф | Всё путём!                                                 | Everything Must Go                     | Саманта                   |
| 2010 | ф | Город воров                                                | The Town                               | Клэр Кизи                 |
| 2011 | ф | Сумка, полная молотков                                     | A Bag of Hammers                       | Мел                       |
| 2011 | ф | Экстрасенс                                                 | The Awakening                          | Флоренс Каркарт           |
| 2012 | с | Конец парада                                               | Parade’s End                           | Сильвия                   |
| 2012 | ф | Фортуна Вегаса                                             | Lay the Favorite                       | Бет Реймер                |
| 2013 | ф | Железный человек 3                                         | Iron Man 3                             | Майя Хансен               |
| 2013 | ф | Замкнутая цепь                                             | Closed Circuit                         | Клаудия Симмонс-Хау       |
| 2013 | ф | Обещание                                                   | A Promise                              | Шарлотта Хоффмайстер      |
| 2014 | ф | Превосходство                                              | Transcendence                          | Эвелин Кастер             |
| 2015 | ф | Подарок                                                    | The Gift                               | Робин                     |
| 2015 | ф | Бессмертие                                                 | Tumbledown                             | Ханна                     |
| 2016 | ф | Кристин                                                    | Christine                              | Кристин Чаббак            |
| 2015 | с | Хорас и Пит                                                | Horace and Pete                        | Рэйчел                    |
| 2016 | ф | Большой и добрый великан                                   | The BFG                                | Мэри                      |
| 2017 | ф | Ужин                                                       | The Dinner                             | Кейтлин Ломе              |
| 2017 | ф | Разрешение                                                 | Permission                             | Анна                      |
| 2017 | ф | Профессор Марстон и Чудо-Женщины                           | Professor Marston and the Wonder Women | Элизабет Холлоуэй Марстон |
| 2018 | ф | Холмс & Ватсон                                             | Holmes and Watson                      | доктор Грейс Харт         |
| 2019 | ф | Дождливый день в Нью-Йорке                                 | A Rainy Day in New York                | Конни                     |
| 2020 | ф | Дом на другой стороне                                      | The Night House                        | Бет                       |
| 2020 | с | Рассказы из петли                                          | Tales from the Loop                    | Лоретта                   |
| 2021 | ф | Годзилла против Конга                                      | Godzilla vs. Kong                      | доктор Илен Эндрюс        |
| 2022 | ф | Воскрешение                                                | Resurrection                           | Маргарет                  |
| 2024 | ф | Годзилла и Конг: Новая империя                             | Godzilla x Kong: The New Empire        | доктор Илен Эндрюс        |

## Награды и номинации

### Награды
- Independent Spirit Awards в 2011 году — премия Роберта Олтмэна за фильм «Please Give» (2010).
- National Board of Review, USA в 2010 году — за фильм «Город воров» (в составе актёрского ансамбля).
- San Diego Film Critics Society Awards в 2010 году — специальная премия по совокупности за фильмы Please Give (2010), Город воров (2010) and Red Riding: In the Year of Our Lord 1974 (2009).
- BAFTA-TV в 2010 году — «Лучшая женская роль второго плана» в фильме «Красный райдинг: 1974» («Red Riding: In the Year of Our Lord 1974»)[6].
- Washington DC Area Film Critics Association Awards — за фильм «Город воров» (в составе актёрского ансамбля).
- Gotham Awards в 2008 году — «Лучший актёрский состав» (совместно с Пенелопой Крус, Скарлетт Йоханссон и Хавьером Бардемом) за фильм «Вики Кристина Барселона»[7].

### Номинации
- BAFTA — «Восходящая звезда» (2008 год)
- BAFTA-TV за лучшую женскую роль в телесериале «Конец парада» (2013 год)[6]
- «Золотой глобус» — Лучшая женская роль в комедии или мюзикле — «Вики Кристина Барселона» (2008 год)
- Screen Actors Guild Awards (2009) — «Лучший актёрский состав» в фильме «Фрост против Никсона» (2008).